# Phantom Antichrist
Albums de Kreator
Hordes of Chaos
(2009)
Phantom Antichrist est le nom du treizième album studio du groupe de thrash metal allemand Kreator. Phantom Antichrist est sorti le 1er juin 2012 via le label Nuclear Blast.

## Listes des titres
1. Mars Mantra
2. Phanthom Antichrist
3. Death to the World
4. From Flood into Fire
5. Civilization Collapse
6. United in Hate
7. The Few, the Proud, the Broken
8. Your Heaven My Hell
9. Victory Will Come
10. Until Our Paths Cross Again

## Personnel
- Miland « Mille » Petrozza (chant, guitare)
- Sami Yli-Sirniö (guitare)
- Christian « Speesy » Giesler (basse)
- Jürgen « Ventor » Reil (batterie)